# Battaglia di Hunayn
La battaglia di Hunayn fu un fatto d'armi del primo Islam che vide contrapposti i musulmani del profeta Maometto e i pagani appartenenti a vari raggruppamenti tribali: Banū Thaqīf (di Ṭāʾif), Banū Saʿd ibn Bakr, B. Nasr, B. Hilāl, B. Jusham b. Muʿāwiya e, più potenti e numerosi di tutti, i Banū Hawāzin.
Lo scontro ebbe luogo nello shawwāl dell'anno 8 dell'Egira (29 gennaio 630) presso il Wādī Hunayn, nella regione della Tihāma, poco tempo dopo la vittoria islamica sui pagani di Mecca e il fallito assedio musulmano della città di Ṭāʾif.
Mentre le forze - senz'altro imponenti - dei pagani non sono quantificabili esattamente, i musulmani erano circa 10 000 (fra cui alcune tribù convertitesi di recente), cui si devono aggiungere circa 2 000 appartenenti alla tribù meccana dei B. Qurayš superficialmente islamizzati.
L'inizio del combattimento fu decisamente favorevole ai pagani e l'attacco dei Hawāzin, condotti da Malik ibn ʿAwf al-Naṣrī, spazzò abbastanza facilmente le linee musulmane, pressoché interamente formate dai Banū Sulaym, ma a salvare la giornata furono gli Ansār (gli Ausiliari medinesi del profeta) che seppero reagire con ordine allo sbandamento dell'esercito islamico, riportando con disciplina ed efficienza al combattimento e alla vittoria i combattenti musulmani.
Tra i caduti vi fu il grande poeta Durayd ibn al-Simma, eroico capo dei B. Jušam b. Muʿāwiya che, ormai vecchio, era giunto in lettiga sul luogo di battaglia e che fu impietosamente ucciso dall'assai più giovane Rabīʿa b. Rufayʿ, detto Ibn al-Dughunna, dei B. Sulaym.
Alla fine dello scontro il bottino fu enorme: 6 000 fra donne e bambini - più tardi riconsegnati ai rispettivi mariti e padri - nonché 24 mila dromedari e 40 000 ovini (spartiti fra i vincitori nella località vicina di Jiʿrāna) che le tribù si erano portati dietro non potendo lasciarli in custodia ad alcuno nel recarsi al luogo dello scontro.